# Acsalag
Acsalag (németül: Otschelach, horvátul: Ačologa) község Győr-Moson-Sopron vármegyében, a Csornai járásban.

## Fekvése
A Hanság délnyugati részén fekszik, Csornától 10 kilométerre északra; síkvidéki sorfalu.

### Megközelítése
A település közúton a legegyszerúbben Csorna érintésével közelíthető meg: a város központjában a 86-os főútra kell ráfordulni északi irányban, majd Csatárimajornál nyugatnak letérni a 8513-as útra. Kapuvárral és Bősárkánnyal a 8514-es út köti össze.
Vasútvonal nem érinti, a legközelebbi vasúti csatlakozási lehetőség a Hegyeshalom–Porpác-vasútvonal Bősárkány vasútállomása, mintegy 3 kilométerre keletre.

## Nevének eredete
Neve régi adatok híján tudományosan nem etimologizálható megbízhatóan. Lehetséges eredete egy régi magyar személynév, az Acsa és a lak összekapcsolása.
A népetimológia szerint neve az „átcsallak” szóból ered, mivel kezdetben a falu mocsaras fekvése miatt kevesen akartak oda letelepedni, ezért különféle módszerekkel próbálták átcsalni az embereket.

## Története
Első írásos említése viszonylag késői, 1696-ból származik (Acsalagh). A település a 17. század végén alakult ki a hanyi lápvilág egy magasabb, kiemelkedő pontján. Volt idő, mikor a falut csak csónakon lehetett megközelíteni, a környező településektől más módon teljesen el volt zárva. Emiatt a faluba gyakran költöztek menekülő, védelmet kereső családok (esetenként németek és horvátok is). A lakosság megélhetése is a vízhez kötődött, leginkább halászattal, csikászattal, pákászattal, valamint juh- és szarvasmarha-tenyésztés foglalkoztak. 
A község 1973–1990 között Bősárkány társközsége volt, 1990-től ismét önálló település. 1997-ben az alacsony létszám miatt a falu iskolájában a felső tagozatos oktatás megszűnt.

## Közélete

### Polgármesterei
- 1990–1994: Nagy József (független)[5]
- 1994–1998: Nagy József (független)[6]
- 1998–2002: Jéger Mihály (független)[7]
- 2002–2006: Jéger Mihály (független)[8]
- 2006–2010: Jéger Mihály (független)[9]
- 2010–2014: Szilágyi Andrásné (Fidesz–KDNP)[10]
- 2014–2019: Szilágyi Andrásné (Fidesz–KDNP)[11]
- 2019–2024: Szilágyi Andrásné (Fidesz–KDNP)[12]
- 2024– : Szilágyi Andrásné (Fidesz–KDNP)[1]

## Népesség
A település népességének változása:
| Lakosok száma | 505  | 487  | 493  | 478  | 481  | 471  | 471  |
|               | 2013 | 2014 | 2015 | 2021 | 2022 | 2023 | 2024 |

A 2011-es népszámlálás során a lakosok 98,1%-a magyarnak, 0,6% németnek mondta magát (1,9% nem nyilatkozott; a kettős identitások miatt a végösszeg nagyobb lehet 100%-nál). A vallási megoszlás a következő volt: római katolikus 93%, református 0,4%, evangélikus 0,4%, görögkatolikus 0,2%, felekezeten kívüli 2,3% (2,6% nem nyilatkozott).
2022-ben a lakosság 90%-a vallotta magát magyarnak, 2,5% németnek, 2,1% cigánynak, 0,4-0,4% bolgárnak, románnak és lengyelnek, 0,2-0,2% örménynek, horvátnak és görögnek, 2,1% egyéb, nem hazai nemzetiségűnek (8,5% nem nyilatkozott; a kettős identitások miatt a végösszeg nagyobb lehet 100%-nál). Vallásuk szerint 53,6% volt római katolikus, 1,9% református, 0,2% görög katolikus, 0,6% egyéb keresztény, 3,3% egyéb katolikus, 7,5% felekezeten kívüli (32,6% nem válaszolt).

## Nevezetességei
- Római katolikus templom, főoltára és szószéke az 1700-as évekből való.
- A községtől nem messze kezdődik a Fertő–Hanság Nemzeti Park. A falun át vezet a hansági kerékpárút, amely egyre több turistát vonz.